# Divieto di caccia alle volpi
Divieto di caccia alle volpi (Schonzeit für Füchse) è un film del 1966 diretto da Peter Schamoni.

## Riconoscimenti
- 1966 - Festival internazionale del cinema di Berlino
  - Orso d'argento